# Jan Vapaavuori
Jan Pellervo Vapaavuori, född 3 april 1965 i Helsingfors, är en finländsk politiker och Helsingfors borgmästare som representerar Samlingspartiet. Vapaavuori var näringsminister i Regeringen Katainen, samt bostadsminister i Regeringen Vanhanen II och i Regeringen Kiviniemi. Vapaavuori fungerade då även som minister i utrikesministeriet och i statsrådets kansli. Han är juris kandidat till utbildningen och kapten i reserven.
Vapaavuori blev först invald i Finlands riksdag i riksdagsvalet 2003. Han är sedan 2020 ordförande i Finlands olympiska kommitté.